# Vereinigte zu Tamsweg
Die Vereinigten zu Tamsweg sind eine Brauchtumsgemeinschaft in der Marktgemeinde Tamsweg im Lungau im Land Salzburg. 1734 von Kleingewerblern als Begräbnisbruderschaft gegründet zählt die alle drei Jahre stattfindende Vereinigtenoktav seit 2010 zum Immateriellen Kulturerbe in Österreich.

## Die Gründungsgeschichte
Drei Männer, welche Mitglieder der St. Leonhardsbruderschaft (St. Leonhard ob Tamsweg) waren, erbaten vom Pfleger von Moosham Franz Baron Schaffmann und vom Archidiakonalkommissär und Dechant im Lungau Sebastian Schallhammer um die Erlaubnis, in der von 1737 bis 1741 neu erbauten barocken Pfarrkirche Tamsweg einen eigenen Jahrestag zum Dienstag in der Fronleichnamsoktav feierlich begehen zu dürfen. Johann Josef Löcker (* 1709) war ein Weißgerber, Jakob Ferner war ein Bindermeister und Johann Georg Kopfmüller war ein Riemermeister.
Es wurde angenommen, dass der Vater Josef Löcker als Ratbürger und Weißgerber in Tamsweg der eigentliche Betreiber gewesen ist, und sein Sohn Johann Josef Löcker für ihn den Namen hergegeben hat. Josef Löcker, geboren in Tamsweg am 29. Jänner 1666, trat 1692 in die St. Leonhardsbruderschaft ein und war ebendort 45 Jahre Mitglied. Er verstarb am 3. Juni 1734 und damit 3 Jahre vor der Gründung der Vereinigtenbruderschaft.
Ursache der Gründung war, dass die drei unterschiedlichen gewerblichen Meister in Tamsweg über keine Zunft verfügten, damit keinen eigenen Jahrtag mit gemeinsamer Mahlzeit und Kirchgang begehen konnten und auch keine Herberg für die gemeinsame Kassa hatten. Nach der Gründung 1734 scheint 1738 Johann Georg Wind als Besitzer des Lebzelter- und Bräuhauses Tamsweg Nr. 8 als Herbergsvater auf. Eine neue gewerberechtliche Situation entstand für die drei Meister durch die Gründung des Vereinigten nicht. Unverändert hatten sie ihre Abgaben an die Hauptlade in Salzburg zu entrichten, auch die Lehrlinge mussten dorthin zu Freisprechung. Insofern war der Vereinigte mehr ein gesellschaftliches Leben mit Beschränkungen, nur die drei Handwerksmeister durften bei den Prozessionen des Ortes mit einer eigenen Fahne mitprangen.
Ab 1748 wurden die Namen der Mitglieder der Vereinigten schriftlich festzuhalten, 1748 mit inzwischen 27 Mitgliedern. In diesem Jahr verstarb der Weißgerbermeister Josef Löcker mit 39 Jahren. 1758 verstarb der Bindermeister Jakob Ferner mit 84 Jahren. 1766 verstarb als drittes Gründungsmitglied der Riemermeister Johann Georg Kopfmüller.
Bis 1870 hatte der Herbergsvater im Vereinigten die Erstnennung in der Liste und die führende Rolle. In einem der folgenden Jahre ging die Führung an den Kommissär. 1879 wurde zum ersten Mal der Junggesellenpräses genannt.

## Die Funktionen

### Der Kommissär
Der Titel Kommissär wurde 1809 mit Josef Vogt Chyrürg und Comihsair an 12. Platz der Reihung erstmals genannt. 1810 an 7. Stelle, 1814 an 9. Stelle und 1815 an 5. Stelle. Um 1870 fixierte sich die Reihung mit 1. Commisar, 2. Bischof, 3. Herbergsvater und 4. Vereins-Schmied. Er wird alle drei Jahre neu gewählt.

### Die Frau Kommissär
Ohne die Zustimmung der Gattin/Lebensgefährtin geht der Titel Kommissär gar nicht. Unmittelbar nach der Wahl des Kommissärs machen sich die Junggesellen und die Bürgermusik auf, um die Frau Kommissär von Zuhause einzuholen. Sie wird von den Junggesellen auf einer Sänfte in die Versammlung zum Kommissärtisch getragen, wo sie Platz nimmt. Das Amt ist beliebt aber durch zahlreiche Bewirtungen im Zuhause sehr arbeitsreich.

### Der Herbergsvater
Ursprünglich das führende erstgenannt gelistete Mitglied mit Herr Vater, ausgehend von den Zunftregelungen als Aufenthaltsgeber und Wirt der Versammlungen und als Aufbewahrer der Zunftskassa und aller anderen Dingen wie Zunftfahne usw.

### Der Lader und der Fahnenträger
Der Fahnenträger geht während allen Begräbnissen und Prozessionen der Vereinigten mit der Fahne voran. Der Lader ist immer an seiner Seite und unterstützt ihn beim Einfädeln der Fahne. Beide sind für ihren Dienst neben dem Kommissär im Gasthaus zu verköstigen. Der Lader ist neben dem Herbergsvater eine Funktion seit der Gründung. Er ladet alle Vereinigten zu den Veranstaltungen ein. Der Lader ist während der Ladezeit, also vom Andingen bis zur Vesper, beim Kommissär zum Mittagessen eingeladen, womit er täglich Bericht erstattet. Der Lader trägt als Funktionsabzeichen das silberne Hufeisen mit einem Blumenstrauß, der Fahnenträger das silberne Hufeisen mit einer angesteckten Fahne.

### Der Bischof und die drei Leviten
Die Anfänge der Funktion als Bischof entstand wohl erst in der zweiten Hälfte des 19. Jahrhunderts. Er trägt ein zyklamrotes Gewand mit einer gelben Binde um die Mitte und einen roten Umhang mit Türkenmuster und großem weißem Kragen und gelben Fransen daran. Die Bischofsmütze ist ein Zweispitz analog einer alttestamentarischen hohepriesterlichen Mütze. Er trägt das silberne Hufeisen mit der Mitra und dem Bischofsstab. Der Bischof beglaubigt jeden neuen Funktionsträger mit einer Weiheformel und dem Tattel-Szepter.
Die drei Leviten unterstreichen die Würde des Bischofs. Die Leviten sind dem Bereich der katholischen Liturgie und Schauspieltradition entlehnt und nicht der jüdischen Tempeltradition. Der Bandllevit hat ein geflochtenes goldfarbenes Band, mit dem er die zur Einweihung angesagten Vereinigten einfängt und zum Bischof bringt. Der Weinlevit hat einen Krug Wein und einen Becher aus dem jeder Eingeweihte zu trinken bekommt, wofür er dann auch seinen Obolus zu entrichten hat. Der Sacklevit nimmt den Obolus entgegennimmt und trägt beim Einzuges zur Einweihung das Bischofsbuch. Die Leviten tragen eine rote Tunika mit einer blauen Binde um die Mitte und mit einem großen blauen Kragen.

### Der Junggesellenpräses
1879 erstmals genannt vertritt er die ledigen Männer in den Besprechungen der Kommissäre. Während der Vereinigten-Oktav darf er Anordnungen treffen, denen uneingeschränkt Folge zu leisten ist. Der Junggesellenpräses wird zumeist ein Jahr nach der Wahl des Kommissärs gewählt.

### Die Kerzenmutter
Die Kerzenmutter wird ernannt und kann das Amt viele Jahre innehaben. Der Kerzenleuchter für die Junggesellenkerze trägt die Jahreszahl 1880. Sie übergibt bei der Oktav die Kerze an die Junggesellen.

### Der Vereinigten Schmied
1928 ist der Schmied in der Hierarchie an vierter Stelle genannt. Er reißt dem scheidenden Kommissär das Hufeisen vom Absatz seines Schuhs um es dem neugewählten Kommissär als Zeichen seiner Würde und Macht auf die Schuhsohle zu nageln.

### Der Vereinigten Kassier
Der Kassier hebt nach dem Kirchgang in der Herberge das Auflaggeld der Mitglieder ein. Zahlt ein Mitglied drei Jahre lang keine Auflage, so wird es ohne Mahnung ausgeschieden. Er trägt das Hufeisen mit der Kasse in der Mitte.

### Der Syndikus
Der Syndikus soll Rechtsstreitigkeiten innerhalb des Vereinigten zu schlichten. Er übernimmt auch testamentarisch vermachte Spenden (z. B. ein Fass Bier) um diese an die Vereinigten weiterzugeben.

### Der Sekretär
Seit den 1980er Jahren gibt es den Sekretär bzw. Schriftführer. Er unterstützt den Kommissär bei allen administrativen Aufgaben.

## Die Tanzgruppen des Vereinigten

### Das Faschingsrößl und die drei Bären
Die drei Bärenfiguren in weißen Lammfellen mit langer roter Zunge und das Faschingsrößl begleiten die Junggesellen auf ihren Zügen zur Vesper, beim Trommeln, beim Gestrigen-Tag-Suchen und beim Geldbeutelwaschen. Der Reiter trägt das Rössl, ein Lattengerüst mit daran befestigten Kopf und Hinterteil, mit Gurten an seinen Schultern befestigt, darüber bauscht sich der Umhang des Reiters.

### Die Russentänzergruppe
Ab 1900 war diese Tänzergruppe ruhend und wurde 1912 vom Kommissär Aegid Binggl reaktiviert. Sie erinnern an ehemalige weißrussische Bergleute im untergegangenen Bergbau im Lungau. Zeugen ihrer Existenz sind Verbote, die diese Ausländer von der Teilnahme an den Prangprozessionen ausschloss.

### Der Bandltanz
Der Bandltanz kommt im Vereinigten in Wahljahren zur Aufführung. Die Mädchen und Burschen fahren im Festzug zur Huldigung des neu gewählten Kommissärs auf einem eigenen Wagen mit und führen den Tanz immer wieder vor.

## Das Vereinigtenjahr

### Das Andingen
Das Andingen findet jedes Jahr am Abend des Neujahrstages in der Herberge statt. Der Kommissär frägt alle Vereinigten, ob dieses Jahr wieder ein Jahrtag abgehalten werden soll. Nach allgemeinen Zustimmung wird der Termin festgelegt und mit einer langen Debatte mit dem Herbergsvater der Umfang und Preis des Bruderschaftsmahles ausgehandelt. Alle drei Jahre wird ein neuer Kommissär gewählt, im darauffolgenden Jahr ein neuer Junggesellenpräses. Alle anderen Ehrenämter werden am Neujahrstag vergeben. Üblich gibt es längere Wechselreden, die teils in nicht ernst gemeinte Wahlvorschläge münden. Als Gewählter gilt wenn der Applaus der Vereinigten nicht abbricht. Neugewählte Kommissäre, Bischöfe oder Junggesellenpräsides werden von den Junggesellen zum Kommissärstisch getragen. Nach der Neuwahl eines Kommissärs brechen Bürgermusik und Junggesellen auf die Frau/Lebensgefährtin des Neugewählten einzuholen.

### Der Vereinigten Festzug
Alle drei Jahre wird für den neugewählten Kommissär ein Festzug ausgerichtet. Viele Wagenaufbauten und Figuren nehmen auf das Leben und den Beruf des Kommissärs sowie auf seine Familie Bezug. Jeder Vereinigte kann beim Festzug mitmachen. Wie schon bei der Bruderschaftsprang der Leonhardsbruderschaft die einzelnen Handwerkszünfte ihre Wagen gestaltet haben, so gestalten auch heute die Gewerbe der Zimmerer, Maurer, Maler wie auch Interessensgruppen Wirtschaft, Lehrer, Beamte der Bezirkshauptmannschaft und der Marktgemeinde ihren eigenen Festwagen.
Waren es bei der Leonhardsbruderschaft Szenen aus dem Alten Testament, Heiligenlegenden und damit ausschließlich religiöse Themen die dargestellt wurden, so sind es beim Vereinigten Festzug Themen aus dem Leben des Kommissärs und aus dem Zeitgeschehen. Jeder Kommissär ist hingerissen von dem Aufwand, welcher um seine Person gemacht wird.
Dem Festzug schließen sich schön geschmückten Pferdegespanne an, zuerst die Altkommissäre, dann der Bischof mit seinen Leviten, dann alle anderen Amtsträger und im letzten der neugewählte Kommissär mit seinem Vorgänger. Den Abschluss des Festzuges bildet das Gespann mit der Lade. Nach dem Festzug stellen sich alle Wagen auf dem Marktplatz auf und erwarten den Besuch des Kommissärs.

### Die Bärenvesper
Montag findet die Vorabendfeier statt. Die Junggesellen mit ihrem Präses geben in der Herberge das Veschper-Trommeln. Voran gehen fünf Trommler, denen der Junggesellenpräses und seine Schar folgen. Die drei Bären und das Faschingsrößl sind auch mit dabei.
Besucht werden der Reihe nach die Häuser aller Altkommissäre, das Haus des Junggesellenpräses und das der Kerzenmutter sowie selbstverständlich das des Kommissärs.
Danach geht es zurück zur Herberge, wo sich die verheirateten Vereinigten bereits eingefunden haben. Kommissär und Altkommissäre brechen jeweils von zu Hause auf, sobald ihnen die Junggesellen ihre Aufwartung gemacht haben. Unter den Klängen des Prebermarsches ziehen Kommissär, Altkommissäre, Bischof und Kassier in den Saal und nehmen am Kommissärstisch Platz. Nun kommen die Junggesellen, die Bären, Trommler und das Faschingsrößl und stellen sich vor dem Kommissärstisch auf. Dann kommt der Bischof in Festrobe begleitet von seinen drei Leviten und segnet mit seinem Tattel-Szepter alle Vereinigten. Der Bischof wird auf einem Sessel sitzend von den Bären auf einen Tisch gehoben und beginnt mit der Verlesung der Wochenverrichtung und erklärt dem Ablauf der Vereinigten Oktav. Danach trägt er einen humorigen Hirtenbrief vor. Zwischendurch spielt die Bürgermusik fleißig auf.

### Der Jahrtag
Am Dienstag wird der Jahrtag, das hohe Fest der Vereinigten, gefeiert. Die Geschäfte der Woche ruhen. Es ist die freudige erfüllte Pflicht aller Vereinigten den Jahrtag gemeinsam zu begehen.
Nach einer Aufstellung bei der Herberge ziehen die Vereinigten mit der Bürgermusik zu einer Messfeier in die Pfarrkirche ein. Danach formieren sich die Junggesellen neu und marschieren unter den Klängen der Musik zur Kerzenmutter und holen die Junggesellenkerze ein.
Beim Mittagsmahl erfolgen Ehrungen, es wird der Verstorbenen gedacht, es werden Grußbotschaften verlesen.
Gegen zwei Uhr bricht der Kommissär mit allen Vereinigten und der Bürgermusik zum Hausieren auf. Man zieht im Uhrzeigersinn durch alle Gastlokale. An diesem Tag zahlt jeder Vereinigte seine Zeche selbst. Nur im Kommissärshaus ist heute wie an allen anderen Tagen jedes Mitglied gratis herzlich eingeladen.
Am Abend findet der Vereinigtenball statt. Traditionsgemäß eröffnet der Junggesellenpräses mit der Frau Kommissär den Ball.
Nach dem Ball um etwa vier Uhr früh ziehen die Junggesellen direkt vom Ball kommend mit den Trommeln durch den Markt. Die ist die sogenannte Tagreveille, das heißt, sollte ein Verheirateter angetroffen werden, wird er je nach Strenge des Präses zur Zahlung einer kleinen oder größeren Menge Bier im kommenden Jahr verurteilt.

### Der Maschgera
Am Mittwoch Vormittag machen die Junggesellen durch den Ort ein Knödeltrommeln, was das Maschgera ankündigt.
Die Vereinigten treffen sich gegen 14 Uhr zu einem maskierten Faschingsumzug, sie durchgehen den Ort entgegen dem Uhrzeigersinn von Haus zu Haus und sind mit Getränk und Essen freigehalten. Ämter, Geschäfte und Banken sind geschlossen.
Um Mitternacht sollten alle in die Herberge zurückgekehrt sein. Für die Kommissäre und die verheirateten Vereinigten ist damit das Fest zu Ende.

### Das Gestrigen-Tag-Suchen
Am Donnerstag abends ziehen die Junggesellen mit Laternen und Lampignons ausgerüstet heulend und jammernd mit allerlei Lärmgeräten durch den Markt und trauern dem allzu früh vergangenen Gestrigen-Tag nach. Dabei werden wieder die gastlichen Stätten aufgesucht, wo sie mit Speis und Trank getröstet werden.

### Das Geldbeutelwaschen
Am Freitag abends ziehen die Junggesellen eine Art Badewanne durch den Ort, worin die Geldtaschen gewaschen werden, und jammern weil diese leer sind. Sollte ihnen wider erwarten ein Mädchen begegnen, kann es passieren, dass dieselbe auch gewaschen wird.

### Das Abroaten
Am ersten Samstag in der Fastenzeit wird abgerechnet. Alle Vereinigten treffen sich in der Herberge. Was noch an Geldern übriggeblieben ist, wird mit Speis und Trank verzehrt, ein Schlussbrauch seit 1786.

## Die Vereinigten Zeitung
1897 wurde die erste überlieferte Vereinigtenzeitung gedruckt. Ihr beißender, aber nicht verletzender Witz wurde in der Folge ein wichtiger Bestandteil der Vereinigtenfeierlichkeiten. Auf der Titelseite einer dieser Ausgaben steht der für sie bezeichnende Satz: Beleidigungen sind nicht beabsichtigt, ebenso ist es unerwünscht, sich beleidigt zu fühlen. Weitergeben ist verboten, es soll sich jeder selbst eine Vereinigten-Zeitung kaufen.

## Die Weblinks
- Webpräsenz der Vereinigten zu Tamsweg